# Helena López Vives
Helena López Vives   (Barcelona, 27 de febrer de 1996) és una jugadora de bàsquet catalana professional. Mesura 1,66 m. d'alçària i juga en la posició d'escorta.
Va començar a jugar a bàsquet en l'etapa de minibàsquet, amb 10 anys, al CB Sant Adrià. Al club santadrianenc ha passat per totes les categories del club. L'any 2014, any en què es va proclamar campiona d'Espanya Júnior, va ser l'any en què va debutar a la Lliga Femenina 2. L'estiu de 2017 va assolir l'ascens a la Lliga Femenina 1 amb l'equip santadrianenc. Després de dues temporades a la màxima categoria en jugarà dues més a Lliga Femenina 2 també amb l'Snatt's Sant Adria, per fitxar l'estiu de 2021 amb l'Embutidos Pajariel Bembibre PDM de la Lliga Femenina. L'estiu de 2023 fitxa pel Club Joventut Badalona de la Lliga Femenina Challenge, assolint l'ascens aquella mateixa temporada novament a la màxima categoria del bàsquet nacional.